# Sinacalia
Sinacalia là một chi thực vật có hoa trong họ Cúc (Asteraceae).

## Loài
Chi Sinacalia gồm các loài: